# 配当太郎
配当 太郎（はいとう たろう）は、日本の投資家、著作家。

## 概要
配当金によるインカムゲインを主な目的として大型株に投資しており、保有銘柄の9割は配当金が年々増えている。毎日配当株投資に関する情報を発信している。
10代の頃には時事ニュースや経済ニュースに興味があり、村上世彰や堀江貴文をきっかけとして株式投資に興味を持つ。子供の頃から金を貯めることが好きで、貯金以外に金を増やすほう方があることを知り、株式投資をやってみたいと思うようになる。投資を始めた時期がライブドア・ショックの頃で、インターネットで話題になっている銘柄や、雑誌で取り上げられている銘柄などを選んで買っていた。イナゴタワーが起きそうな銘柄に早いうちから乗って利益を得ていた。
その2年後の2008年にリーマン・ショックが起きて保有する株のほとんどの株価が下がったものの、そのときでも着実に利益を出している企業もあり、1年で数千円から数万円の配当金が入ってきていた。それから、それまではほとんど意識していなかった配当金の価値を見直すようになる。株価がどんなに下がっても、企業がしっかり利益を出していれば配当が入って来るため、配当金が最も頼もしいことであるとする。それ以降は配当金を目当てで投資をするようになる。
リーマン・ショックより前は株を長期保有するという考えは無く、話題になっている銘柄を適当に選んで、ある程度株価が上がったら売却するということをしていた。だがリーマン・ショック後は株価が回復する見込みが無い中で、メガバンクや大手通信会社などの株から得られる配当収入があり、そこで思い切って配当利回りの高い銘柄を根こそぎ買っていく方向に切り替えて、得た配当収入を再投資して投資資金を増やしていった。銘柄選びには『会社四季報』を地道に読んで、参入するのが難しく、1株あたりの配当が高く、増配が見込めると言う点を重視している。
2023年2月には『年間100万円の配当金が入ってくる最高の株式投資』という書籍を出版。この書籍は9万部を突破した。
2024年5月には『新NISAで始める!年間240万円の配当金が入ってくる究極の株式投資』を出版。注文が殺到したため発売前の段階で3刷が決定。